# Лихневмоны
Лихневмоны (термин по классификации, предложенной Я. Д. Киршенблатом) — разновидность алломонов, продукт внешней секреции, выделяемых некоторыми видами животных, в частности насекомыми с целью маскировки животного под другой биологический вид.
Примером могут служить гусеницы некоторых видов мирмекофильных бабочек, вырабатывающие лихневмоны для создания симбиотических взаимоотношений с муравьями .. Например, в ходе такого симбиоза гусеницы ряда видов голубянок могут обитать в муравейниках находясь под защитой муравьев, и одновременно питаясь личинками и куколками последних. Вырабатываемые гусеницами лихневмоны маскируют её собственный запах, подражая феромонам муравьев, которые воспринимают гусеницу как одну из себе подобных особей.